# Philippine Statistics Authority
La Philippine Statistics Authority (PSA, littéralement l'« Autorité philippine des statistiques »), en tagalog Awtoridad ng Estadístika ng Pilipinas, est une agence gouvernementale des Philippines chargée de la collecte et de l'analyse de données sur la société philippine et ses habitants. Fondée en 2013, elle est basée à Quezon City.

## Histoire
L'autorité a été officiellement créée le 12 septembre 2013 pour regrouper plusieurs organismes statistiques différents : le National Statistics Office, le National Statistical Coordination Board, le Bureau of Agricultural Statistics et le Bureau of Labor and Employment Statistics,.